# Teudis gastrotaeniatus
Teudis gastrotaeniatus là một loài nhện trong họ Anyphaenidae.
Loài này thuộc chi Teudis. Teudis gastrotaeniatus được Cândido Firmino de Mello-Leitão miêu tả năm 1944.